# واورة (آيت امحمد)
واورة هي إحدى مشيخات المملكة المغربية، تتبع جغرافيا لإقليم أزيلال وإداريًا لآيت امحمد. يقدر عدد سكانها بـ 4524 نسمة حسب الإحصاء الرسمي للسكان والسكنى لسنة 2004.